# Topoloveni
Topoloveni – miasto w Rumunii, w okręgu Ardżesz. Liczy 10 tys. mieszkańców (2006).